# Karosa B 941

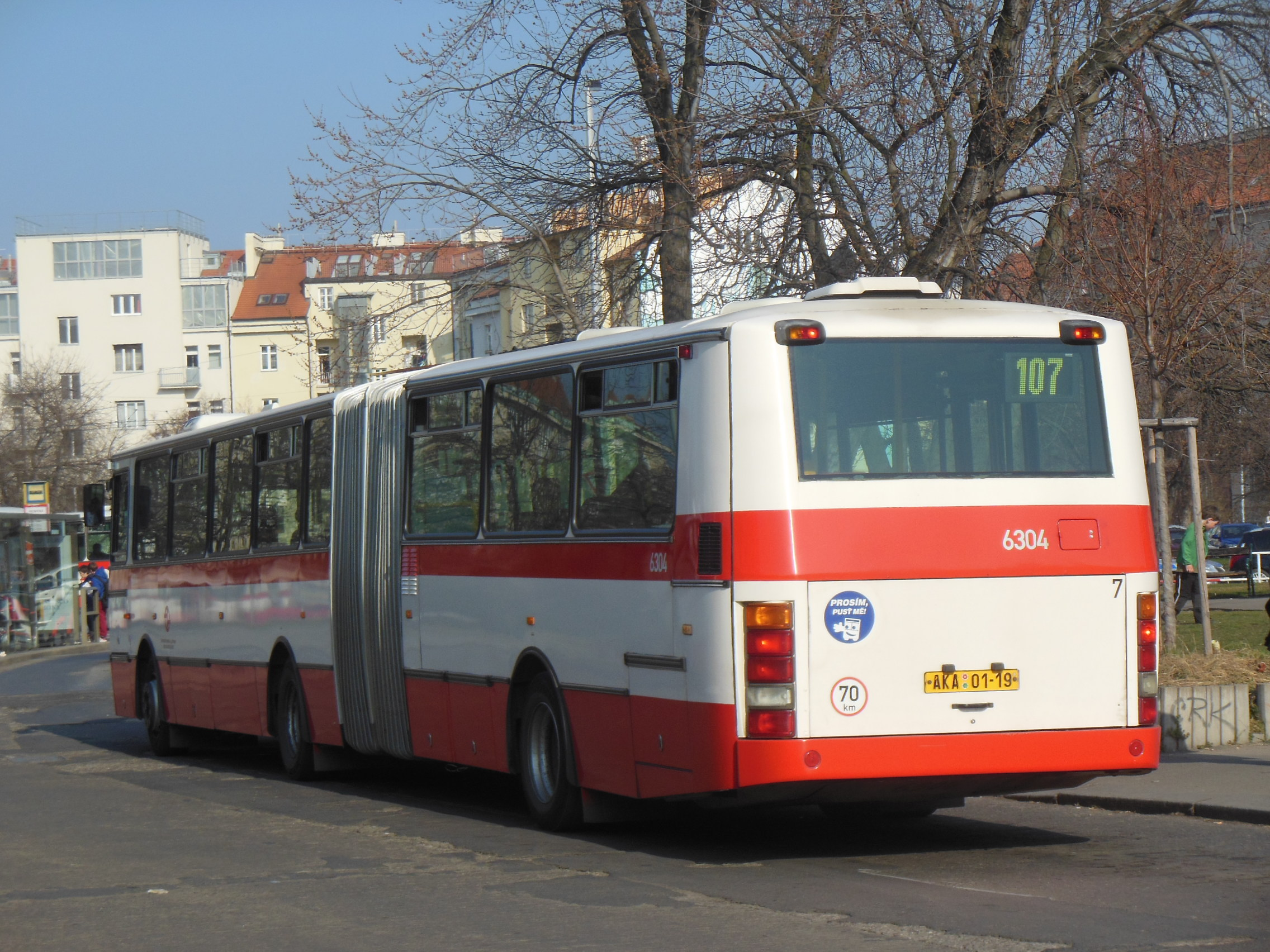
Zadní pohled na Karosu B 941

Karosa B 941 je model městského kloubového autobusu, který vyráběla společnost Karosa Vysoké Mýto v letech 1995 až 2001. Inovovaná varianta vozidla, vyráběná od roku 1999, je označena B 941E. Autobus B 941 je nástupcem typu B 741,  ve výrobě byl nahrazen typem B 961 v roce 2002.

## Konstrukce
B 941 je třínápravový autobus s polosamonosnou karoserií panelové konstrukce. Skládá se ze dvou částí, které jsou navzájem spojeny kloubem a krycím měchem. Motor s převodovkou se nachází za zadní nápravou, která je hnací. Přední lichoběžníkovou nápravu s nezávisle zavěšenými koly vyrobil podnik LIAZ, střední a zadní pochází od firmy Detva. Od svého předchůdce, autobusu B 741, se B 941 odlišuje odlišným předním i zadním čelem, která jsou zaoblena a tvoří se sklolaminátový panel s kostrou ze svařených profilů, a také inovovaným interiérem s protiskluzovou podlahou. Sedačky pro cestující jsou čalouněné plastové potažené látkou. Prostor pro kočárek je umístěn u druhých dveří. V pravé bočnici se nacházejí čtvery dveře, vždy dvoje v každém článku autobusu (první a čtvrté jsou užší než prostřední dveře).
Upravená verze B 941E má odlišnou přední tuhou nápravu LIAZ s kotoučovými brzdami, systémy ABS a ASR, podlahu v předním článku vozu sníženou o 100 mm a další menší úpravy.

## Výroba a provoz
V letech 1995, 1996 a 1998 byly postaveny tři prototypy vozů B 941 označené jako BK 1, BK 2 a BK 3. Druhý z nich byl v roce 1998 dodán do Brna, kde byl zařazen do provozu s evidenčním číslem 2336.
Výroba městského kloubového autobusu řady 900 byla zahájena roku 1997, tedy přibližně rok po ukončení produkce vozů B 741. Od roku 1999 pak Karosa vyráběla pouze inovovanou verzi B 941E. Celkem tak bylo v letech 1997 až 2001 vyrobeno 333 kusů autobusů B 941 a B 941E. které byly určeny především pro dopravní podniky v České a Slovenské republice. V říjnu 2018 přestaly být provozovány v Brně, v listopadu roku 2019 definitivně dojezdily v Praze, v říjnu 2020 byl ukončen jejich provoz v Liberci, v listopadu 2020 pak dojezdily v Ostravě. Poté zůstaly v provozu již jen v Českých Budějovicích, kde byly společně s posledním vozem B 741 na pravidelné linky naposledy vypraveny 12. listopadu 2021. Na Slovensku dojezdil poslední vůz tohoto typu v Prešově v únoru 2020.

## Podtypy
Realizované podtypy:
- Karosa B 941.1930 (prototyp BK 1 a výroba 1997–1998; motor LIAZ, převodovka Voith)
- Karosa B 941.1932 (výroba 1997; motor LIAZ, převodovka ZF)
- Karosa B 941.1934 (výroba 1997–1998; motor Renault 186 kW, převodovka ZF)
- Karosa B 941.1936 (prototyp BK 2 a výroba 1997–1999; motor Renault, převodovka Voith)
- Karosa B 941.1942 (výroba 1997, motor Liaz, převodovka ZF)
- Karosa B 941.1960 (prototyp BK 2 po přestavbě; motor Renault, převodovka Voith)
- Karosa B 941E.1956 (prototyp BK 3 a výroba 1999; motor Renault, převodovka ZF)
- Karosa B 941E.1962 (výroba 1999–2001; motor LIAZ, převodovka Voith)
- Karosa B 941E.1964 (výroba 1999–2001; motor Renault 217 kW, převodovka Voith)
- Karosa B 941E.1966 (výroba 1999; motor LIAZ, převodovka ZF)

## Historické vozy
- DP Ostrava (ev. č. 4285)
- soukromá osoba (ex DP Olomouc ev. č. 314)
- soukromá osoba (ex DP Olomouc ev. č. 315)
- soukromá osoba (ex DP Praha ev. č. 6236)
- soukromá osoba (ex DP Praha ev. č. 6244)
- soukromá osoba (ex DP Praha ev. č. 6321)
- soukromá osoba (ex DP Praha ev. č. 6330)
- soukromá osoba (ex DP Praha ev. č. 6306)